# 196 (číslo)
Sto devadesát šest je přirozené číslo, které následuje po čísle sto devadesát pět a předchází číslu sto devadesát sedm. Římskými číslicemi se zapisuje CXCVI a řeckými číslicemi ρϟϛ.

## Matematika
196 je:
- Abundantní číslo
- Nešťastné číslo
- Nepříznivé číslo
- Rozdíl dvou druhých mocnin (502 – 482)
- Nejmenší číslo, které je kandidátem na lychrelové číslo

## Chemie
- 196 je nukleonové číslo třetího nejběžnějšího izotopu platiny a také nejméně běžného izotopu rtuti.[1]

## Astronomie
- (196) Philomela je planetka hlavního pásu, kterou objevil v roce 1879 Christian Heinrich Friedrich Peters.

## Doprava
- Silnice II/196 je česká silnice II. třídy vedoucí na trase Poběžovice – Meclov.[2]

## Roky
- 196
- 196 př. n. l.